# 匙荠属
匙荠属（学名：Bunias）是十字花科下的一个属，为一年生至多年生草本植物。该属共有5种，分布于地中海区及亚洲。